# Nico Vega
Nico Vega war eine amerikanische Rockband, die 2005 in Los Angeles gegründet wurde.

## Geschichte
Nico Vega wurde 2005 von Michael Peña und Aja Volkman gegründet, der Bandname leitete sich vom Namen von Peñas Mutter ab. Nach einer ersten Findungsphase und einer ersten selbst veröffentlichten EP aus dem Jahr 2006 verließ Peña die Band, um sich mehr um seine Schauspielkarriere und seine Familie kümmern zu können.
Wenig später wurde Thomas Anderson bei einem Konzert auf die Band aufmerksam und nahm sie bei MySpace Records unter Vertrag. Dort veröffentlichte die Band ihre zweite EP und in 2009 ihr erstes Studioalbum Nico Vega.
Es folgten Touren mit Neon Trees, Shiny Toy Guns und Gavin Rossdale.
In 2012 wechselten Nico Vega zum Label Five Seven Music, bei dem sie Anfang 2013 die EP Fury Oh Fury veröffentlichten.
Breitere Wahrnehmung erlangten Nico Vega durch die Songs Beast, von ihrem 2009 erschienenen Debütalbum, und Fury oh Fury die in den Trailern zum Computerspiel BioShock Infinite verwendet wurden. Volkman bezeichnete das als „eines der größten Dinge die ihrer Band je passiert seien“ („[…]kind of one of the biggest things that’s ever happened to my band“). Der Verkauf der Single nahm innerhalb der ersten zwei Wochen nach Veröffentlichung des Trailers um 4000 % zu.
Im Juni 2016 gab Aja Volkman über die offizielle Facebook-Seite der Band bekannt, dass sich Nico Vega auf unbestimmte Zeit eine Auszeit nähmen. Ende 2016 ging Volkman als Solokünstlerin auf Tour. Von 2011 bis 2018 war sie mit Dan Reynolds von den Imagine Dragons verheiratet.
Nach einer fast zweijährigen Pause gab Volkman im April 2018 die Rückkehr der Band bekannt. Es folgten die Single Little Operator im selben Monat und die EP Wars im September desselben Jahres.
2020 löste sich die Band auf, Volkman gründete zusammen mit Epand die Band TWWO.

## Diskografie

### Alben
- 2009: Nico Vega (MySpace Records)
- 2014: Lead To Light (Five Seven Music)

### EPs
- 2006: Chooseyourwordspoorly (Eigenveröffentlichung)
- 2007: Cocaine Cooked the Brain
- 2007: No Child Left Behind (MySpace Records)
- 2013: Fury Oh Fury (Five Seven Music)
- 2013: Nico Vega Covers Nico Vega & Rod Stewart (Eigenveröffentlichung)
- 2018: Wars

### Singles
- 2012: We Are the Art (Eigenveröffentlichung)
- 2013: Bang Bang (My Baby Shot Me Down) (Five Seven Music)
- 2014: I Believe (Get Over Yourself) (Five Seven Music)
- 2015: Perfect Day
- 2018: Little Operator

## Trivia
Der Song „Beast“ wurde in Trailern für die Filme The Collector – He Always Takes One (2009) und Jack Reacher (2012) verwendet. Zudem wurde der Song im Fernseh- und Kino-Werbespot und im Launch-Trailer zusammen mit „Fury oh Fury“ für BioShock Infinite verwendet. Er findet zudem im fertigen Spiel im Startmenü in abgewandelter Form Verwendung.
Die Veröffentlichung von BioShock Infinite katapultierte Nico Vega auf Platz 1 der Next Big Sound Billboard-Charts, eine Chartplatzierung in den Top 100 blieb dennoch aus.